# Thelypteris stephanii
Thelypteris stephanii är en kärrbräkenväxtart som beskrevs av Alan Reid Smith och M. Kessler. Thelypteris stephanii ingår i släktet Thelypteris och familjen Thelypteridaceae. Inga underarter finns listade.